# Claude Boucher (homme politique)
Pour les articles homonymes, voir Boucher et Claude Boucher.
Claude Boucher (2 septembre 1942 à Bromptonville - ) est un homme politique québécois. De 1994 à 2007, il était député péquiste à l'Assemblée nationale du Québec. Il représentait alors la circonscription de Johnson, en Estrie.

## Biographie
Natif de Bromptonville, il a étudié à l'Université de Sherbrooke, où il a obtenu des diplômes de maîtrise et baccalauréat  en service social, sciences religieuses et administration d'affaires.
Il a travaillé dans le milieu scolaire, médical et communautaire, devenant gestionnaire de programmes dans un CLSC de Sherbrooke. En outre, il a fondé un organisme pour venir en aide aux femmes enceintes souffrant de pauvreté et il s'est impliqué chez les Petits Frères des pauvres.
Président régional de son parti en 1980, il devient le directeur électoral de sa circonscription pendant les années 1980.  Le 12 septembre 1994, il est élu député pour la première fois.
Membre de plusieurs comités parlementaires, il devient président de la délégation pour le Brésil et adjoint au vice-premier ministre après la réélection en 1998. Entré dans l'opposition en 2003, il a été porte-parole en matière de sports et loisirs, industrie et commerce et président de séance.
En 2006, il devient rapporteur à la Confédération parlementaire des Amériques.